# Червяков, Захар Александрович
Захар Александрович Червяков (бел. Захар Аляксандравіч Чарвякоў; род. 30 августа 2002, Витебск) — белорусский футболист, нападающий клуба «Витебск».

## Клубная карьера
Родился 30 августа 2002 года в Витебске. В 2015 году после операции скончался его отец. Спустя год мать Захара Червякова Татьяна получила штраф в размере 15,8 миллиона белорусских рублей за установленный прибор, позволяющий уменьшать показатели счётчика электроэнергии. Так как мать не смогла оплатить штраф, то в квартире был отключён свет. Мать после смогла устроиться продавцом на рынке, но семья продолжала испытывать материальные трудности, и в мае 2016 года суд принял решение передать Червякова на содержание в детский дом. Там он занимался футболом в команде «Энергия».
С 2016 по 2019 год играл за «Витебск» в детско-юношеском чемпионате Беларуси. В 2019 году начал выступать за юношеский и молодёжный состав клуба. В следующем сезоне стал лучшим бомбардиром дублирующего состава «Витебска» с 11 забитыми мячами.
Дебют за основной состав «Витебска» в чемпионате Беларуси состоялся 22 ноября 2020 года в матче против «Минска» (2:2), в котором Червяков отметился голом. В сезоне 2021 редко появлялся на поле, преимущественно выходя на замену. В феврале 2022 года продлил контракт с клубом.

## Карьера в сборной
В феврале 2021 года главный тренер молодёжной сборной Беларуси Олег Никифоренко вызвал Червякова в стан команды на товарищеские матчи против Армении и Грузии.